# Mara Branković
Mara Branković eller Mara Despina Hatun, född 1420, död 14 september 1487, var en serbisk prinsessa, gift med den osmanske sultanen Murad II. Hon är mest känd som rådgivare till sin styvson Mehmed II 1457–1481, då hon hade stort inflytande över grekisk-ortodoxa kyrkan och agerade medlare mellan sin styvson och republiken Venedig.

## Biografi
Mara Branković var dotter till Serbiens despot Đurađ Branković och Irene Kantakouzene. 
Hon gifte sig med sultan Murad II 4 september 1435 i Edirne. Giftermålet ägde rum av diplomatiska skäl, för att förhindra Murad att anfalla Serbien. Hon fick Dubočica och Toplica som hemgift. Hon konverterade aldrig till islam utan behöll sin ortodoxa tro. Paret fick inga barn; äktenskapet uppges inte ha blivit fullbordat. Hon återvände till Serbien efter att hennes make dog 1451. Hon tackade nej till ett frieri från kejsar Konstantin XI.
Efter sina föräldrars död, 1456 eller 1457, återvände hon till det Osmanska riket, där hennes styvson regerade som sultan. Som sultanens styvmor räknades hon som hans mor och intog rangen som Valide Hatun och rikets första dam. Hon var politisk rådgivare till sin styvson Mehmed II. Hon hade sitt eget hushåll i Ježevo, och hennes syster bosatte sig med henne. Hon levde inte i ett harem eller könssegregation som änka utan tog emot manliga gäster, bland annat landsflyktiga serbiska adelsmän. 
Hon hade inflytande över de grekisk-ortodoxa prästutnämningarna och utverkade privilegier åt den grekiska-ortodoxa församlingen i Jerusalem. Under det osmansk-venetianska kriget (1463–1479) agerade hon medlare mellan sultanen och Venedig. År 1471 åtföljde hon personligen Venedigs ambassadör till sin styvson. Mara bibehöll mycket av sitt inflytande under Beyazit II:s regering. 